# Puchar Europy w Biegu na 10 000 metrów 2011
15. Puchar Europy w Biegu na 10 000 metrów – zawody lekkoatletyczne, które odbyły się na stadionie Bislett w Oslo 6 czerwca 2011. Do imprezy zgłosiło się 85 lekkoatletów (47 mężczyzn i 38 kobiet) z 28 krajów. 

## Rezultaty

### Mężczyźni
| Konkurencja:         | 1. miejsce                                                            | Rezultat   | 2. miejsce                                                  | Rezultat   | 3. miejsce                                                | Rezultat   |
| Indywidualnie Bieg A | Youssef El Kaliai                                                     | 28:20,03   | José Manuel Martínez                                        | 28:24,16   | André Pollmächer                                          | 28:39,57   |
| Indywidualnie Bieg B | Fathi Bilgiç                                                          | 29:04,02   | Milan Kocourek                                              | 29:09,64   | Francesco Bona                                            | 29:35,62   |
| Drużynowo            | Hiszpania · José Manuel Martínez · Rafael Iglesias · Pablo Villalobos | 1:26:04,89 | Francja · Stéphane Lefrand · Denis Mayaud · Mokhtar Benhari | 1:27:51,97 | Portugalia · Youssef El Kaliai · Luís Pinto · Tiago Costa | 1:28:16,51 |

### Kobiety
| Konkurencja:  | 1. miejsce                                                  | Rezultat   | 2. miejsce                                                  | Rezultat   | 3. miejsce                                                        | Rezultat   |
| Indywidualnie | Sara Moreira                                                | 31:39,11   | Christelle Daunay                                           | 31:44,84   | Sabrina Mockenhaupt                                               | 31:57,23   |
| Drużynowo     | Włochy · Nadia Ejjafini · Rosaria Console · Elena Romagnolo | 1:37:50,55 | Portugalia · Sara Moreira · Mónica Silva · Doroteia Peixoto | 1:39:17,61 | Białoruś · Swiatłana Kudzielicz · Sviatlana Kouhan · Wolha Minina | 1:39:53,55 |